# Franziska Seidl
Franziska Seidl (geborene Vicari; * 1. Juli 1892 in Wien, Österreich-Ungarn; † 14. Juni 1983 ebenda) war eine österreichische Physikerin.

## Leben
Franziska Seidl, die Tochter eines Geschäftsmannes, hatte eigentlich eine musische Ausbildung, da nicht daran gedacht war, dass sie in ihrem Leben berufstätig sein würde. Sie heiratete im Jahr 1911 mit 19 Jahren den um elf Jahre älteren Mittelschullehrer Wenzel Seidl aus Budweis. Sie zogen beide nach Mährisch-Weißkirchen, wo er am Staatsgymnasium Physik und Mathematik unterrichtete.
Im Ersten Weltkrieg musste ihr Gatte einrücken und fiel im Jahr 1916 am Isonzo. Nach dem Krieg kehrte sie als tschechische Staatsbürgerin nach Wien zurück, um das Vermächtnis ihres Mannes aufzunehmen.
So machte sie sofort nach dem Krieg die Matura nach und studierte Physik als Hauptfach sowie Mathematik und Chemie an der Universität Wien. Bereits im Jahr 1923 promovierte sie nach acht Semestern bei Ernst Lecher.
Ab 1923 war sie Hilfsassistentin, ein Jahr später Assistentin. Im Jahr 1933 habilitierte sie sich für Experimentalphysik und hielt ab diesem Zeitpunkt Vorlesungen und war für die Ausbildung für Physiklehrer zuständig.
Nach dem Zweiten Weltkrieg übernahm sie die interimistische Leitung des I. Physikalischen Institutes, wo sie auch schon während des Krieges ihre Vorlesungen hielt. Die Leitung behielt sie bis zur Rückkehr von Professor Felix Ehrenhaft aus der Emigration. 1958 wurde sie außerordentliche und 1963 ordentliche Professorin.
Ihre Forschungsgebiete waren:
- Ultraschall
- Röntgenstruktur
- Schalloptik
- Piezoelektrizität
- Schwingkristalle

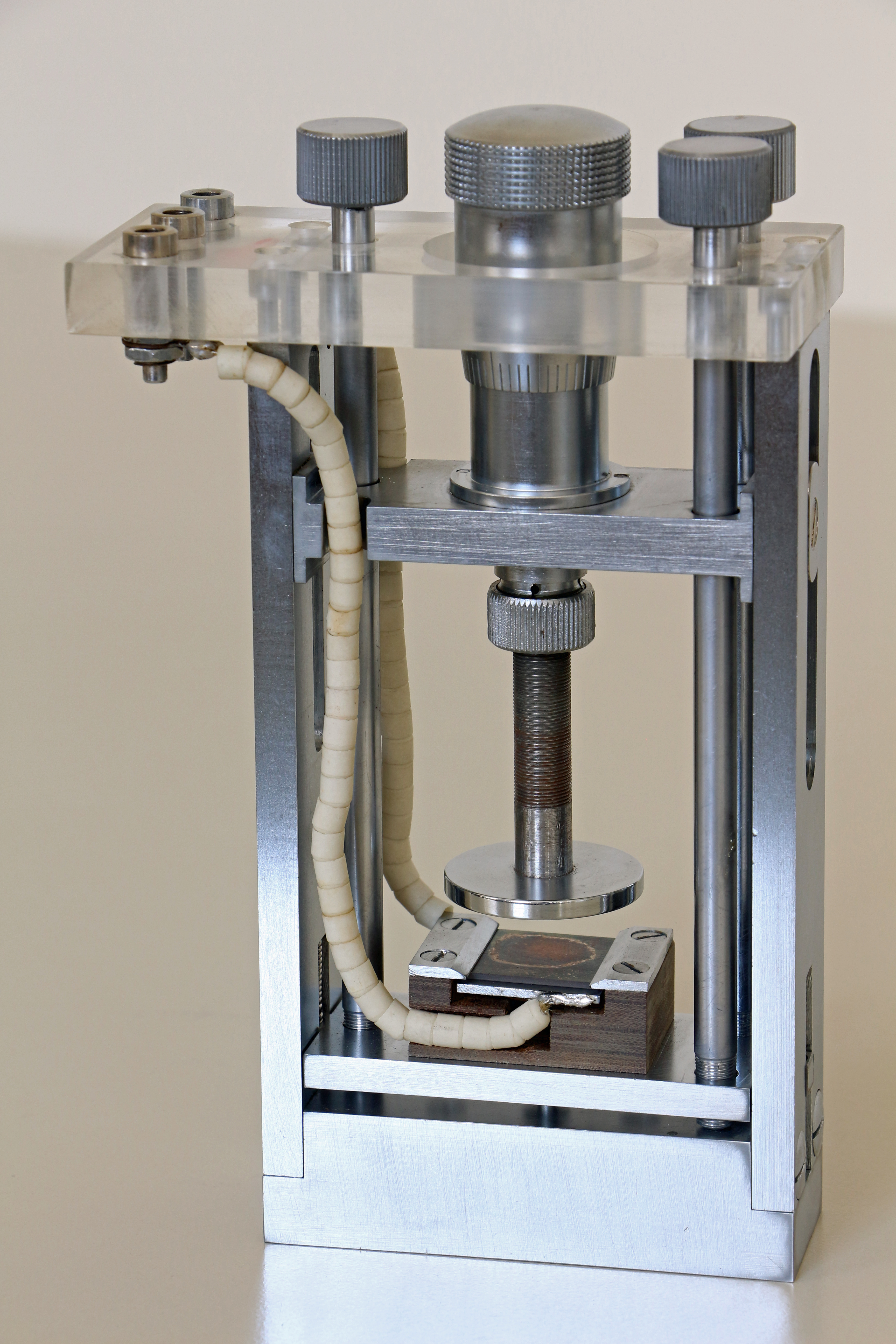
Historische Ultraschallapparatur von Franziska Seidl

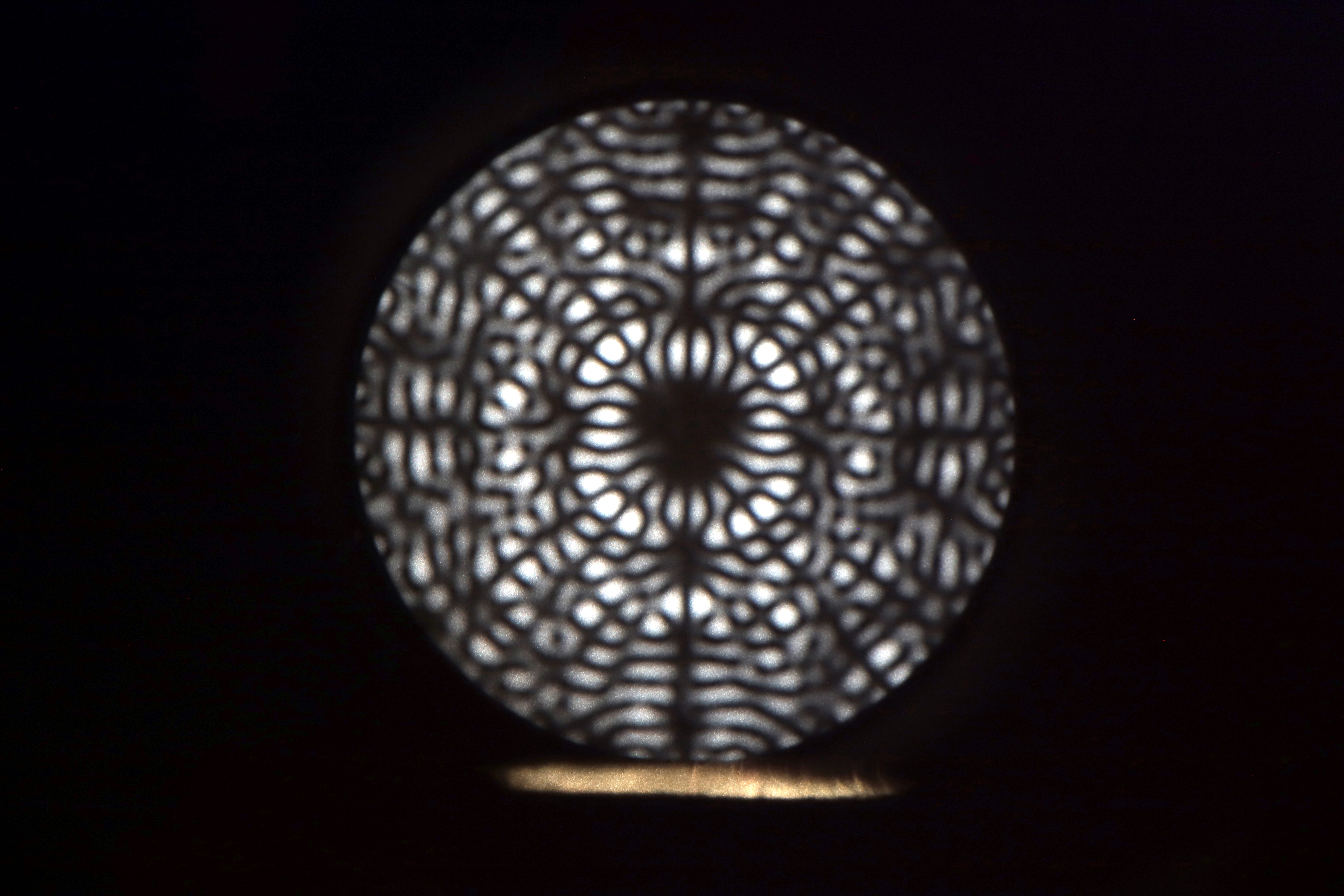
Stehende Ultraschallwellen in einem Glaszylinder. Produziert mit Franziska Seidls Apparatur und aufgenommen mit polarisiertem Licht

- elektrisches Verhalten von Kristallen

Sie gehört zu den ersten, die auf dem Gebiet des Ultraschalls Versuche gemacht hat, unter anderem am Siemenslaboratorium. Ihre Ausbildung in Musik war sehr förderlich bei ihren Forschungen in der Akustik und eben später auch im Ultraschall. Ihre Forschungsergebnisse bilden auch heute die Grundlage für die Verwendung des Ultraschalls bei der Werkstoffprüfung, aber auch in der Medizin.
Zu ihren wichtigsten Erfindungen zählt das Membranlose Telefon, für das sie auch das Patent erwarb.
Neben ihrer Tätigkeit als Forscherin war sie auch als Präsidentin des Vereins zur Förderung des physikalischen und chemischen Unterrichtes aktiv.
Im Jahr 2018 wurde in Wien-Donaustadt (22. Bezirk) die Franziska-Seidl-Straße nach ihr benannt.